# Lotus lancerottensis
Lotus lancerottensis là một loài thực vật có hoa trong họ Đậu. Loài này được Webb & Berthel. miêu tả khoa học đầu tiên.

## Hình ảnh

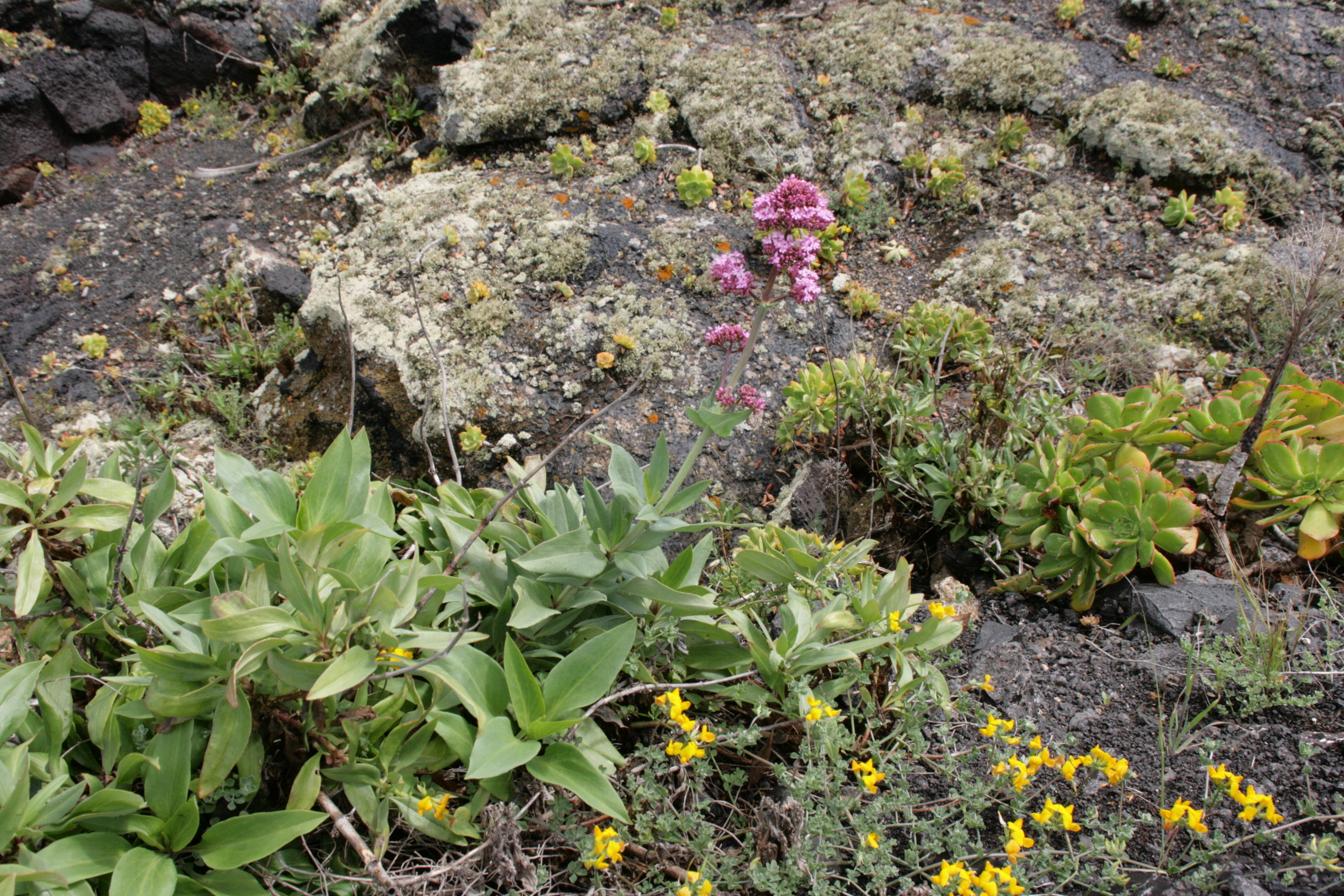